# ألفريد كروب

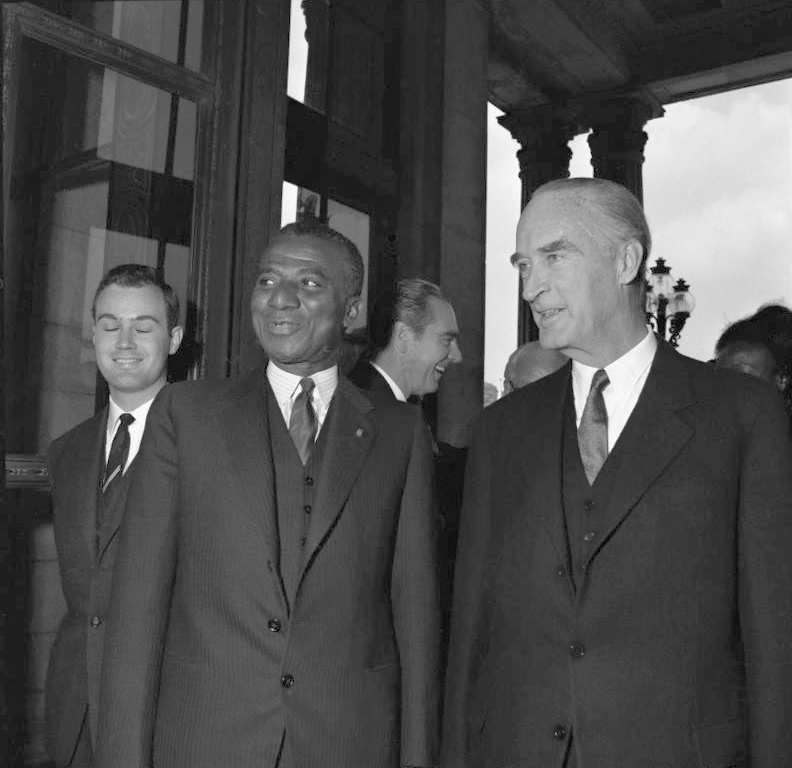
ألفريد كروب فون بوهلين أوند هالباخ (يمينًا) مع الرئيس سيلفانوس أوليمبيو رئيس توغو أثناء زيارته لفيلا هيغل في 17 مايو 1961

ألفريد فيليكس ألوين كروب فون بوهلين أوند هالباخ (بالألمانية: Alfried Krupp von Bohlen und Halbach)‏ (13 أغسطس 1907 - 30 يوليو 1967)، وغالبًا ما يشار إليه باسم ألفريد كروب،  كان مجرمًا ضد الإنسانية  ، وصناعي وعضو في عائلة كروب، التي كانت بارزة في الصناعة الألمانية منذ أوائل القرن التاسع عشر. أُدين بعد الحرب العالمية الثانية بارتكاب جرائم ضد الإنسانية بسبب الإبادة الجماعية التي كان يدير بها مصانعه؛ قضى ثلاث سنوات في السجن، وتم العفو عنه، لكن لم تتم تبرئته.

كانت الشركة العائلية، المعروفة رسميًا باسم تيسين كروب، موردًا رئيسيًا للأسلحة والمواد إلى النظام النازي والفيرماخت خلال الحرب العالمية الثانية. في عام 1943، أصبحت كروب المالكة الوحيدة للشركة، في أعقاب مرسوم ليكس كروب («قانون كروب») الصادر عن أدولف هتلر. أدى استخدام كروب في زمن الحرب لسخرة العمال إلى «محاكمة كروب» في 1947-1948، وبعدها قضى ثلاث سنوات في السجن. بناءً على طلب كروب، بعد وفاته عام 1967، انتقلت السيطرة على شركة كروب إلى مؤسسة Alfried Krupp von Bohlen und Halbach، وهي مؤسسة خيرية. 

## الحرب العالمية الثانية
خلال الحرب العالمية الثانية، زادت أرباح الشركة وسيطرت على المصانع في أوروبا التي تحتلها ألمانيا. أصبح ألفريد أكثر نشاطًا في السيطرة على الشركة بسبب تدهور صحة والده. أصبح رئيسًا فعليًا للشركة في عام 1941 عندما أصيب غوستاف كروب بجلطة دماغية. في عهد ألفريد، استخدمت الشركة عمالة الرقيق التي وفرها النظام النازي، وبالتالي أصبحت أيضًا متورطة في الهولوكوست، حيث كلفت السجناء اليهود من معسكرات الاعتقال بالعمل في العديد من مصانعها. حتى عندما اقترح الجيش أن الأسباب الأمنية تملي أن يتم تنفيذ العمل من قبل العمال الألمان، أصر الفريد على استخدام العبيد.

## روابط خارجية
- ألفريد كروب على موقع الموسوعة البريطانية (الإنجليزية)
- ألفريد كروب على موقع مونزينجر (الألمانية)
- ألفريد كروب على موقع إن إن دي بي (الإنجليزية)
- ألفريد كروب على موقع أوليمبيديا (الإنجليزية)